# Riserva naturale della Siberia centrale
La riserva naturale della Siberia centrale (in russo Центрально-Сибирский заповедник, Central'no-Sibirskij zapovednik) è una zapovednik (riserva naturale integrale) della Russia. Con una superficie di oltre un milione di ettari, è una delle riserve forestali più grandi del mondo. È situata lungo il corso medio dell'Enisej e quello inferiore dei fiumi Bachta e Tunguska Pietrosa, nell'altopiano della Siberia centrale. In particolare, il suo territorio copre entrambe le rive dell'Enisej per un tratto di oltre 60 km. Si trova nel distretto di Turuchansk del territorio di Krasnojarsk.

## Geografia
La superficie della riserva è costituita per lo più da taiga (circa l'80% del territorio) e per il resto (20%) dai prati alluvionali dell'Enisej e da altre zone umide. Sorge verso il margine settentrionale della cintura della taiga e sulle basse colline che delimitano il confine occidentale dell'altopiano. La riserva copre entrambe le rive dell'Enisej e corre parallela alla Tunguska Pietrosa a sud.

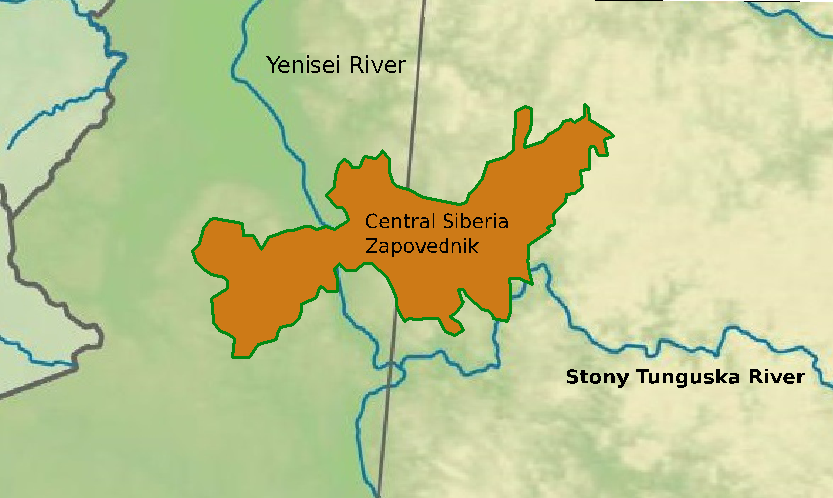
I confini della risera naturale.

## Clima
La riserva si trova nell'ecoregione denominata «taiga della Siberia orientale», situata tra i fiumi Enisej e Lena da ovest ad est e dal circolo polare artico a 52° di latitudine da nord a sud. L'essenza principale dell'ecoregione è il larice della Dauria (Larix gmelinii), che prevale nelle zone dove il manto nevoso non è troppo spesso. Il terreno sottostante è ricco di minerali.
Il clima della riserva è del tipo subartico senza stagione secca (Dfc secondo la classificazione dei climi di Köppen), caratterizzato da estati miti e inverni freddi e nevosi.

## Flora e fauna
La flora della riserva presenta aspetti delle comunità floristiche sia boreali che artiche ed è quella tipica delle basse colline dell'altopiano della Siberia centrale dominate dalla taiga. L'essenza tipica è il pino siberiano (Pinus sibirica). A questa latitudine (60° nord), il pino siberiano cresce a 100-200 metri di altitudine; più a sud, in Mongolia, è una specie di montagna che cresce tra 1000 e 2000 metri. Nella riserva crescono anche larici e altre specie di pini, oltre a qualche abete rosso siberiano (Picea obovata) misto a gruppetti di abeti e cedri. Tra gli arbusti del sottobosco vi sono mirtilli neri, mirtilli rossi, rododendri e carici. Nelle valli fluviali si sviluppano estesi prati alluvionali con canneti e altre erbacee e piante acquatiche che crescono nelle lanche poco profonde. Gli scienziati hanno censito nella riserva oltre 500 specie di piante vascolari.
La riserva è nota per il gran numero di alci (Alces alces) che si raduna lungo l'Enisej durante l'inverno. Nel complesso, la fauna terrestre è quella tipica della foresta boreale centro-settentrionale, con specie quali lo zibellino (Martes zibellina) e la renna (Rangifer tarandus). L'Enisej costituisce una rotta migratoria per gli uccelli, e la riserva è una celebre meta per i birdwatchers.

## Turismo
Trattandosi di una riserva integrale, la riserva della Siberia centrale è chiusa al grande pubblico, anche se scienziati e persone mosse da scopi di «educazione ambientale» possono prendere accordi con la direzione del parco per effettuare visite. Ci sono, tuttavia, quattro percorsi «ecoturistici» nella riserva aperti al pubblico, ma è necessario richiedere dei permessi da ottenere in anticipo: due sono dei percorsi di rafting sui torrenti della riserva, uno un sentiero per osservare le formazioni rocciose lungo il fiume e l'altro un percorso per birdwatchers. La sede del parco è nel villaggio di Bor («Foresta»), subito a sud del parco, sull'Enisej.